# Romoaldo Braschi-Onesti
Romoaldo Braschi Onesti (en latín: Romualdi Braschi de Honestis) (Cesena, 19 de julio de 1753-Roma, 30 de abril de 1817) fue un cardenal de la Iglesia católica.

## Biografía
Nació en Cesena el 19 de julio de 1753, hijo del conde Girolamo Onesti y de Giulia Braschi dei Bandi, hermana de Giovanni Braschi (futuro Pío VI).
Completó sus estudios en el Colegio de Nobles en la ciudad de Rávena. Fue llamado a Roma en 1778 por su tío, el Papa Pío VI, e ingresó a la carrera eclesiástica. Su hermano, Luigi Braschi Onesti también llegó a la ciudad y se dedicó a los negocios.
Estudió en la Academia Pontificia Eclesiástica.
Fue nombrado delegado apostólico en Francia para otorgar la birreta cardenalicia a los cardenales Dominique de La Rochefoucauld y Louis-René-Édouard de Rohan. Luego de su visita a la corte francesa, el rey Luis XVI le asignó la Abadía de Chaage de la Diócesis de Meaux, con un ingreso anual de 5,000 escudos.
Regresó a Roma en diciembre de 1779 y fue recompensado por el Papa con una nominación al Tribunal Supremo de la Signatura Apostólica. De la misma manera fue nombrado Mayordomo del Palacio Apostólico.
En 1784 fue nombrado como Gran Prior de la Orden de Malta en Roma. Obtuvo la Gran Cruz de la Orden de los Santos Mauricio y Lázaro por parte del rey Víctor Amadeo III de Cerdeña.

### Cardenalato
Fue creado cardenal por el Papa Pío VI en el consistorio del 18 de diciembre de 1786. Al año siguiente fue nombrado como cardenal diácono de San Nicola in Carcere.
A fines de 1797 con el ingreso de los franceses a Roma, el Papa le encargó ir a Nápoles con otros prelados para pedir la intervención del rey Fernando IV. Permaneció alojado en el convento de Santa Clara hasta febrero de 1798.
Después de la muerte de Pío VI, participó en el Cónclave de 1799-1800 que fue realizado en el Monasterio de San Jorge en Venecia. 
Como sobrino del difunto Papa, se unió con una facción de cardenales que apoyaban la elección del obispo de Cesena, Carlo Bellisomi. Sin embargo, tras el veto imperial, Braschi propuso al cardenal Hyacinthe Sigismond Gerdeil, quien fue también vetado por el cardenal Franziskus Herzan von Harras en nombre del emperador austriaco. Finalmente, propusieron a Barnaba Chiaramonti, que fue elegido Papa gracias al apoyo del secretario del cónclave, Ercole Consalvi. El nuevo pontífice también era de Cesena y cercano a la familia Braschi.
Fue cardenal diácono de Santa María de los Mártires desde 1800 hasta 1817.
A su regreso a Roma, fue nombrado Camarlengo de la Iglesia católica y luego miembro de la Congregación para la reforma económica para afrontar el caos financiero en el que estaba sumergida la Santa Sede. Renunció a ser Camarlengo luego de oponerse al cardenal Consalvi en temas de libertad de comercio.
Acompañó al pontífice a París para la ceremonia de coronación de Napoleón Bonaparte.
En 1809, mientras Roma era ocupada por los franceses, regresó a Cesena y permaneció en la ciudad hasta la restauración. Regresó a la capital italiana y se hizo cargo de la educación de su sobrino Pío Braschi.
Murió en Roma el 30 de abril de 1817 y fue enterrado en el Panteón de Roma

## Condecoraciones
- Bailío gran cruz de honor y devoción de la Orden de Malta
- Orden de los Santos Mauricio y Lázaro en el Grado de Gran Cruz (1785)